# رفلاکس صفراوی
رفلاکس صفراوی
برگشت محتویات صفرااز دئودنوم یا دوازده به معده و از انجا به مری را رفلاکس صفراوی می‌گویند که شایع‌ترین علامت این بیماری ترش کردن سوزش سر دل که گاهی اوقات به گلو نیز گسترش پیدا می‌کند . عواملی مانند زخم گوارشی عمل برداشتن کیسه صفرا وجراحی معده که دریچه پیلور اسیب میبیند در ایجاد این بیماری نقش دارنداز داروهای مورد استفاد دررفلاکس صفراوی میتوان به اس امپرازول یا همان نکسیوم پنتوپرازول دومپریدون متوکلوپرامید نام برد
http://www.ddri.ir